# Жіночий тенісний цикл 1972
Жіночий тенісний цикл 1972 тривав з грудня 1971 до грудня 1972 року та містив 56 турнірів.
Тур був поділений на дві серії: Virginia Slims Circuit, спонсоровану сигаретами Virginia Slims і Commercial Union Assurance Grand Prix.

## Графік
Нижче наведено повний розклад  турнірів сезону, включаючи перелік тенісистів, які дійшли на турнірах щонайменше до чвертьфіналу.
Позначення
| Турніри Великого шолома               |
| Virginia Slims championships          |
| Virginia Slims Circuit                |
| Commercial Union Assurance Grand Prix |
| Турніри поза серіями                  |
| Командні змагання                     |

### Грудень (1971)
| Тиждень   | Турнір | Чемпіонки                          | Фіналістки                      | Півфіналістки             | Чвертьфіналістки                                             |
| --------- | --- | ---------------------------------- | ------------------------------- | ------------------------- | ------------------------------------------------------------ |
| 27 грудня | Відкритий чемпіонат Австралії з тенісу Мельбурн, Австралія Grand Slam Трава – 64S/32D Одиночний розряд – Парний розряд | Вірджинія Вейд 6–4, 6–4            | Івонн Гулагонг-Коулі            | Гелен Гурлей Керрі Гарріс | Барбара Гоукрофт Ольга Морозова Гейл Шанфро Patricia Coleman |
| 27 грудня | Відкритий чемпіонат Австралії з тенісу Мельбурн, Австралія Grand Slam Трава – 64S/32D Одиночний розряд – Парний розряд | Гелен Гурлей Керрі Гарріс 6–0, 6–4 | Patricia Coleman Карен Крантцке | Гелен Гурлей Керрі Гарріс | Барбара Гоукрофт Ольга Морозова Гейл Шанфро Patricia Coleman |

### Січень
| Тиждень  | Турнір | Чемпіонки                                      | Фіналістки                  | Півфіналістки                     | Чвертьфіналістки                                        |
| -------- | --- | ---------------------------------------------- | --------------------------- | --------------------------------- | ------------------------------------------------------- |
| 3 січня  | New South Wales Open Сідней, Австралія Турнір поза серіями Одиночний розряд – Парний розряд                    | Івонн Гулагонг-Коулі 6–1, 7–6(7–4)             | Вірджинія Вейд              | Patricia Coleman Барбара Гоукрофт | Anne Coleman Дженет Янг Ольга Морозова Мерілін Теш      |
| 3 січня  | New South Wales Open Сідней, Австралія Турнір поза серіями Одиночний розряд – Парний розряд                    | Івонн Гулагонг-Коулі Патрісія Едвардс 6–1, 6–2 | Леслі Боурі Вірджинія Вейд  | Patricia Coleman Барбара Гоукрофт | Anne Coleman Дженет Янг Ольга Морозова Мерілін Теш      |
| 10 січня | British Motor Cars Invitational Сан-Франциско, США Virginia Slims $17,000 Одиночний розряд – Парний розряд     | Біллі Джин Кінг 7–6(5–0), 7–6(5–2)             | Керрі Мелвілл               | Вірджинія Вейд Джуді Тегарт       | Ненсі Річі Гелен Гурлей Франсуаз Дюрр Розмарі Касалс    |
| 10 січня | British Motor Cars Invitational Сан-Франциско, США Virginia Slims $17,000 Одиночний розряд – Парний розряд     | Розмарі Касалс Вірджинія Вейд 6–3, 5–7, 6–2    | Джуді Тегарт Франсуаз Дюрр  | Вірджинія Вейд Джуді Тегарт       | Ненсі Річі Гелен Гурлей Франсуаз Дюрр Розмарі Касалс    |
| 17 січня | Independent Press-Telegram Championships Лонг-Біч, США Virginia Slims $17,000 Одиночний розряд – Парний розряд | Розмарі Касалс 6–2, 6–7(4–5), 6–3              | Франсуаз Дюрр               | Керрі Мелвілл Біллі Джин Кінг     | Гелен Гурлей Джулі Гелдман Вірджинія Вейд Венді Овертон |
| 17 січня | Independent Press-Telegram Championships Лонг-Біч, США Virginia Slims $17,000 Одиночний розряд – Парний розряд | Розмарі Касалс Вірджинія Вейд 6–3, 5–7, 6–2    | Гелен Гурлей Карен Крантцке | Керрі Мелвілл Біллі Джин Кінг     | Гелен Гурлей Джулі Гелдман Вірджинія Вейд Венді Овертон |
| 17 січня | South Australian Championships Аделаїда, Австралія Турнір поза серіями Одиночний розряд – Парний розряд        | Івонн Гулагонг-Коулі 7–6(7–4), 6–3             | Ольга Морозова              | Дженет Янг Мерілін Теш            | Кеті Вокер Джанін Вайт Крістін Метісон Барбара Гоукрофт |
| 17 січня | South Australian Championships Аделаїда, Австралія Турнір поза серіями Одиночний розряд – Парний розряд        | Івонн Гулагонг-Коулі Ольга Морозова 6–3, 6–0   | Мерілін Теш Керрі Гогарт    | Дженет Янг Мерілін Теш            | Кеті Вокер Джанін Вайт Крістін Метісон Барбара Гоукрофт |
| 24 січня | Virginia Slims National Indoors Бостон, США Virginia Slims $18,000 Одиночний розряд – Парний розряд            | Вірджинія Вейд 6–3, 7–5                        | Франсуаз Дюрр               | Розмарі Касалс Венді Овертон      | Карен Крантцке Джуді Тегарт Леслі Гант Керрі Мелвілл    |
| 24 січня | Virginia Slims National Indoors Бостон, США Virginia Slims $18,000 Одиночний розряд – Парний розряд            | Розмарі Касалс Вірджинія Вейд 6–7, 6–0, 7–5    | Джуді Тегарт Франсуаз Дюрр  | Розмарі Касалс Венді Овертон      | Карен Крантцке Джуді Тегарт Леслі Гант Керрі Мелвілл    |
| 31 січня | Virginia Slims of Fort Lauderdale Форт-Лодердейл, США Virginia Slims $25,000 Одиночний розряд – Парний розряд  | Кріс Еверт 6–1, 6–0                            | Біллі Джин Кінг             | Венді Овертон N/A                 | Ненсі Річі N/A N/A                                      |
| 31 січня | Virginia Slims of Fort Lauderdale Форт-Лодердейл, США Virginia Slims $25,000 Одиночний розряд – Парний розряд  | Джуді Тегарт Франсуаз Дюрр 6–3, 6–2            | Ненсі Річі Вірджинія Вейд   | Венді Овертон N/A                 | Ненсі Річі N/A N/A                                      |
| 31 січня | Western Australian Championships Перт, Австралія Турнір поза серіями Одиночний розряд – Парний розряд          | Івонн Гулагонг-Коулі 6–2, 7–5                  | Ольга Морозова              | Патрісія Коулмен Барбара Гоукрофт |                                                         |
| 31 січня | Western Australian Championships Перт, Австралія Турнір поза серіями Одиночний розряд – Парний розряд          | Івонн Гулагонг-Коулі Барбара Гоукрофт 6–3, 6–0 | Ольга Морозова Дженет Янг   | Патрісія Коулмен Барбара Гоукрофт |                                                         |

### Лютий
| Тиждень   | Турнір | Чемпіонки                                              | Фіналістки                   | Півфіналістки                | Чвертьфіналістки                                           |
| --------- | --- | ------------------------------------------------------ | ---------------------------- | ---------------------------- | ---------------------------------------------------------- |
| 14 лютого | Virginia Slims of Oklahoma City Оклахома-Сіті, США Virginia Slims $20,000 Одиночний розряд – Парний розряд | Розмарі Касалс 6–4, 6–1                                | Валері Зігенфусс             | Бетті Стеве Джуді Тегарт     | Біллі Джин Кінг Венді Овертон Джулі Гелдман Франсуаз Дюрр  |
| 14 лютого | Virginia Slims of Oklahoma City Оклахома-Сіті, США Virginia Slims $20,000 Одиночний розряд – Парний розряд | Розмарі Касалс Біллі Джин Кінг 6–7(4–5), 7–6(5–2), 6–2 | Джуді Тегарт Франсуаз Дюрр   | Бетті Стеве Джуді Тегарт     | Біллі Джин Кінг Венді Овертон Джулі Гелдман Франсуаз Дюрр  |
| 21 лютого | Virginia Slims of Washington Washington, D.C., США Virginia Slims $18,000 Одиночний розряд – Парний розряд | Ненсі Річі 7–6(5–1), 6–1                               | Кріс Еверт                   | Керрі Мелвілл Розмарі Касалс | Джулі Гелдман Франсуаз Дюрр Барбара Даунс Венді Овертон    |
| 21 лютого | Virginia Slims of Washington Washington, D.C., США Virginia Slims $18,000 Одиночний розряд – Парний розряд | Венді Овертон Валері Зігенфусс 7–5, 6–2                | Джуді Тегарт Франсуаз Дюрр   | Керрі Мелвілл Розмарі Касалс | Джулі Гелдман Франсуаз Дюрр Барбара Даунс Венді Овертон    |
| 28 лютого | K-Mart International Бірмінгем (Мічиган), США Virginia Slims $15,000 Одиночний розряд – Парний розряд      | Керрі Мелвілл 6–3, 6–7(3–5), 6–4                       | Розмарі Касалс               | Венді Овертон Гелен Гурлей   | Джулі Гелдман Бетті Стеве Валері Зігенфусс Корінн Молсворт |
| 28 лютого | K-Mart International Бірмінгем (Мічиган), США Virginia Slims $15,000 Одиночний розряд – Парний розряд      | Джуді Тегарт Франсуаз Дюрр 6–1, 6–1                    | Розмарі Касалс Керрі Мелвілл | Венді Овертон Гелен Гурлей   | Джулі Гелдман Бетті Стеве Валері Зігенфусс Корінн Молсворт |

### Березень
| Тиждень    | Турнір | Чемпіонки                                    | Фіналістки                  | Півфіналістки                            | Чвертьфіналістки                                                             |
| ---------- | --- | -------------------------------------------- | --------------------------- | ---------------------------------------- | ---------------------------------------------------------------------------- |
| 7 березня  | Maureen Connolly Brinker International Даллас, США Virginia Slims $32,775 Одиночний розряд – Парний розряд                 | Ненсі Річі 7–6(5–2), 6–1                     | Біллі Джин Кінг             | Івонн Гулагонг-Коулі Леслі Гант          | Венді Овертон Кріс Еверт Нелл Трумен Керрі Мелвілл                           |
| 7 березня  | Maureen Connolly Brinker International Даллас, США Virginia Slims $32,775 Одиночний розряд – Парний розряд                 | Розмарі Касалс Біллі Джин Кінг 6–3, 4–6, 7–5 | Джуді Тегарт Франсуаз Дюрр  | Івонн Гулагонг-Коулі Леслі Гант          | Венді Овертон Кріс Еверт Нелл Трумен Керрі Мелвілл                           |
| 21 березня | Federation Cup Йоганнесбург, ПАР Federation Cup Тверде – 31 teams knockout                                                 | Південно-Африканська Республіка · 2–1        | Велика Британія             | Австралія · Сполучені Штати Америки      | Італія · Федеративна Республіка Німеччина (1949—1990) · Франція · Нідерланди |
| 21 березня | Virginia Slims of Richmond Ричмонд (Вірджинія), США Virginia Slims $18,000 Одиночний розряд – Парний розряд                | Біллі Джин Кінг 6–3, 6–4                     | Ненсі Річі                  | Керрі Мелвілл (3rd) Розмарі Касалс (4th) | Венді Джилкріст Маріе Пінтерова Джанет Ньюберрі Лені Калігіс                 |
| 21 березня | Virginia Slims of Richmond Ричмонд (Вірджинія), США Virginia Slims $18,000 Одиночний розряд – Парний розряд                | Розмарі Касалс Біллі Джин Кінг 7–5, 7–6      | Джуді Тегарт Карен Крантцке | Керрі Мелвілл (3rd) Розмарі Касалс (4th) | Венді Джилкріст Маріе Пінтерова Джанет Ньюберрі Лені Калігіс                 |
| 27 березня | South African Open (теніс) Йоганнесбург, ПАР Commercial Union Grand Prix Тверде – 64S/16D Одиночний розряд – Парний розряд | Івонн Гулагонг-Коулі 4–6, 6–3, 6–0           | Вірджинія Вейд              | Пат Вокден Гейл Шанфро                   | Allison McMillan Леслі Гант Гелен Гурлей Вінні Шоу                           |
| 27 березня | South African Open (теніс) Йоганнесбург, ПАР Commercial Union Grand Prix Тверде – 64S/16D Одиночний розряд – Парний розряд | Івонн Гулагонг-Коулі Гелен Гурлей 6–1, 6–4   | Вінні Шоу Джойс Вільямс     | Пат Вокден Гейл Шанфро                   | Allison McMillan Леслі Гант Гелен Гурлей Вінні Шоу                           |
| 27 березня | Caribe Hilton Invitational Сан-Хуан, Пуерто-Рико Virginia Slims $18,000 Одиночний розряд – Парний розряд                   | Ненсі Річі 6–1, 6–3                          | Кріс Еверт                  | Розмарі Касалс Біллі Джин Кінг           | Корінн Молсворт Керрі Мелвілл Венді Овертон Нелл Трумен                      |
| 27 березня | Caribe Hilton Invitational Сан-Хуан, Пуерто-Рико Virginia Slims $18,000 Одиночний розряд – Парний розряд                   | Розмарі Касалс Біллі Джин Кінг 6–2, 6–3      | Джуді Тегарт Карен Крантцке | Розмарі Касалс Біллі Джин Кінг           | Корінн Молсворт Керрі Мелвілл Венді Овертон Нелл Трумен                      |

### Квітень
| Тиждень   | Турнір | Чемпіонки                                 | Фіналістки                  | Півфіналістки                           | Чвертьфіналістки                                             |
| --------- | --- | ----------------------------------------- | --------------------------- | --------------------------------------- | ------------------------------------------------------------ |
| 3 квітня  | Virginia Slims of Jacksonville Джексонвілл, США Virginia Slims $18,000 Одиночний розряд – Парний розряд    | Маріе Пінтерова 6–4, 6–3                  | Біллі Джин Кінг             | Літа Льєм Керрі Гарріс                  | Карен Крантцке Джуді Тегарт Корінн Молсворт Керрі Мелвілл    |
| 3 квітня  | Virginia Slims of Jacksonville Джексонвілл, США Virginia Slims $18,000 Одиночний розряд – Парний розряд    | Джуді Тегарт Карен Крантцке 7–5, 6–4      | Вікі Бернер Біллі Джин Кінг | Літа Льєм Керрі Гарріс                  | Карен Крантцке Джуді Тегарт Корінн Молсворт Керрі Мелвілл    |
| 10 квітня | Virginia Slims Masters Сейнт-Пітерсберґ, США Virginia Slims $18,000 Одиночний розряд – Парний розряд       | Ненсі Річі 6–3, 6–4                       | Кріс Еверт                  | Біллі Джин Кінг Джуді Тегарт            | Франсуаз Дюрр Карен Крантцке Керрі Мелвілл Джінн Еверт       |
| 10 квітня | Virginia Slims Masters Сейнт-Пітерсберґ, США Virginia Slims $18,000 Одиночний розряд – Парний розряд       | Карен Крантцке Венді Овертон 7–5, 6–4     | Джуді Тегарт Франсуаз Дюрр  | Біллі Джин Кінг Джуді Тегарт            | Франсуаз Дюрр Карен Крантцке Керрі Мелвілл Джінн Еверт       |
| 17 квітня | Virginia Slims Conquistadores Тусон (Аризона), США Virginia Slims $18,000 Одиночний розряд – Парний розряд | Біллі Джин Кінг 6–0, 6–3                  | Франсуаз Дюрр               | Розмарі Касалс (3rd) Джуді Тегарт (4th) | Керрі Гарріс Валері Зігенфусс Джанет Ньюберрі Карен Крантцке |
| 17 квітня | Virginia Slims Conquistadores Тусон (Аризона), США Virginia Slims $18,000 Одиночний розряд – Парний розряд | Керрі Гарріс Карен Крантцке 6–3, 6–7, 6–3 | Джуді Тегарт Франсуаз Дюрр  | Розмарі Касалс (3rd) Джуді Тегарт (4th) | Керрі Гарріс Валері Зігенфусс Джанет Ньюберрі Карен Крантцке |
| 24 квітня | Internazionali d'Italia Рим, Італія Commercial Union Grand Prix Одиночний розряд – Парний розряд           | Лінда Туеро 6–4, 6–3                      | Ольга Морозова              | Гельга Мастгофф Гейл Шанфро             | Власта Вопічкова Гайде Орт Лаура Россоув Алена Палмева       |
| 24 квітня | Internazionali d'Italia Рим, Італія Commercial Union Grand Prix Одиночний розряд – Парний розряд           | Леслі Гант Ольга Морозова 6–3, 6–4        | Гейл Шанфро Розальба Відо   | Гельга Мастгофф Гейл Шанфро             | Власта Вопічкова Гайде Орт Лаура Россоув Алена Палмева       |

### Травень
| Тиждень             | Турнір | Чемпіонки                                  | Фіналістки                    | Півфіналістки                 | Чвертьфіналістки                                             |
| ------------------- | --- | ------------------------------------------ | ----------------------------- | ----------------------------- | ------------------------------------------------------------ |
| 1 травня            | Virginia Slims of Indianapolis Індіанаполіс, США Virginia Slims $20,000 Одиночний розряд – Парний розряд                              | Біллі Джин Кінг 6–3, 6–3                   | Ненсі Річі                    | Венді Овертон Розмарі Касалс  | Мері-Енн Ейсел Франсуаз Дюрр Джуді Тегарт Карен Крантцке     |
| 1 травня            | Virginia Slims of Indianapolis Індіанаполіс, США Virginia Slims $20,000 Одиночний розряд – Парний розряд                              | Розмарі Касалс Карен Крантцке 6–3, 6–2     | Джуді Тегарт Франсуаз Дюрр    | Венді Овертон Розмарі Касалс  | Мері-Енн Ейсел Франсуаз Дюрр Джуді Тегарт Карен Крантцке     |
| 8 травня            | British Hard Court Championships Борнмут, Велика Британія Commercial Union Grand Prix Тверде Одиночний розряд – Парний розряд         | Івонн Гулагонг-Коулі 6–0, 6–4              | Гельга Мастгофф               | Шерон Волш Джойс Вільямс      | Катя Еббінгаус Гелен Гурлей Гейл Шанфро Вірджинія Вейд       |
| 8 травня            | British Hard Court Championships Борнмут, Велика Британія Commercial Union Grand Prix Тверде Одиночний розряд – Парний розряд         | Івонн Гулагонг-Коулі Гелен Гурлей 7–5, 6–1 | Бренда Кірк Бетті Стеве       | Шерон Волш Джойс Вільямс      | Катя Еббінгаус Гелен Гурлей Гейл Шанфро Вірджинія Вейд       |
| 15 травня           | Surrey Hardcourt Championships Гілфорд, Велика Британія Турнір поза серіями Одиночний розряд – Парний розряд                          | Івонн Гулагонг-Коулі 7–5, 6–2              | Джойс Вільямс                 | Нелл Трумен Гелен Гурлей      |                                                              |
| 15 травня           | Surrey Hardcourt Championships Гілфорд, Велика Британія Турнір поза серіями Одиночний розряд – Парний розряд                          | Івонн Гулагонг-Коулі Гелен Гурлей 6–2, 6–1 | Вінні Шоу Джойс Вільямс       | Нелл Трумен Гелен Гурлей      |                                                              |
| 22 травня 29 травня | Відкритий чемпіонат Франції з тенісу Париж, Франція Grand Slam Ґрунт (Red) – 56S/47Q/32D/32X Одиночний розряд – Парний розряд – Мікст | Біллі Джин Кінг 6–3, 6–3                   | Івонн Гулагонг-Коулі          | Гельга Мастгофф Франсуаз Дюрр | Катя Еббінгаус Вірджинія Вейд Ольга Морозова Корінн Молсворт |
| 22 травня 29 травня | Відкритий чемпіонат Франції з тенісу Париж, Франція Grand Slam Ґрунт (Red) – 56S/47Q/32D/32X Одиночний розряд – Парний розряд – Мікст | Біллі Джин Кінг Бетті Стеве 6–1, 6–2       | Вінні Шоу Нелл Трумен         | Гельга Мастгофф Франсуаз Дюрр | Катя Еббінгаус Вірджинія Вейд Ольга Морозова Корінн Молсворт |
| 22 травня 29 травня | Відкритий чемпіонат Франції з тенісу Париж, Франція Grand Slam Ґрунт (Red) – 56S/47Q/32D/32X Одиночний розряд – Парний розряд – Мікст | Івонн Гулагонг-Коулі Кім Ворвік 6–2, 6–4   | Франсуаз Дюрр Жан-Клод Баркле | Гельга Мастгофф Франсуаз Дюрр | Катя Еббінгаус Вірджинія Вейд Ольга Морозова Корінн Молсворт |

### Червень
| Тиждень           | Турнір | Чемпіонки                                    | Фіналістки                      | Півфіналістки                       | Чвертьфіналістки                                          |
| ----------------- | --- | -------------------------------------------- | ------------------------------- | ----------------------------------- | --------------------------------------------------------- |
| 5 червня          | Grand Prix German Open Гамбург, Німеччина Commercial Union Grand Prix Ґрунт Одиночний розряд – Парний розряд         | Гельга Мастгофф 6–3, 3–6, 8–6                | Лінда Туеро                     | Савамацу Кадзуко Валері Зігенфусс   | Marijke Jansen Юдіт Сореньї Власта Вопічкова Едіт Вінкенс |
| 5 червня          | Grand Prix German Open Гамбург, Німеччина Commercial Union Grand Prix Ґрунт Одиночний розряд – Парний розряд         | Гельга Мастгофф Гайде Орт 6–3, 2–6, 6–0      | Венді Овертон Валері Зігенфусс  | Савамацу Кадзуко Валері Зігенфусс   | Marijke Jansen Юдіт Сореньї Власта Вопічкова Едіт Вінкенс |
| 5 червня          | John Player Tournament Ноттінгем, Велика Британія Турнір поза серіями Трава, Раунд-robin Одиночний розряд            | Біллі Джин Кінг (1st)                        | Івонн Гулагонг-Коулі (2nd)      | Розмарі Касалс (3rd)                | Вірджинія Вейд (4th)                                      |
| 12 червня         | W. D. & H.O. Wills Open Бристоль, Велика Британія Commercial Union Grand Prix Трава Одиночний розряд – Парний розряд | Біллі Джин Кінг 6–3, 6–2                     | Керрі Мелвілл                   | Розмарі Касалс Івонн Гулагонг-Коулі | Лаура Россоув Гелен Гурлей Бетті Стеве Франсуаз Дюрр      |
| 12 червня         | W. D. & H.O. Wills Open Бристоль, Велика Британія Commercial Union Grand Prix Трава Одиночний розряд – Парний розряд | Гелен Гурлей Карен Крантцке 6–4, 6–2         | Розмарі Касалс Біллі Джин Кінг  | Розмарі Касалс Івонн Гулагонг-Коулі | Лаура Россоув Гелен Гурлей Бетті Стеве Франсуаз Дюрр      |
| 12 червня         | Wightman Cup Лондон, Велика Британія Трава Team event                                                                | 5–2                                          | Велика Британія                 |                                     |                                                           |
| 19 червня         | Queen's Club Championships Лондон, Велика Британія Турнір поза серіями Трава Одиночний розряд – Парний розряд        | Кріс Еверт 6–4, 6–0                          | Карен Крантцке                  | Венді Овертон Патрісія Коулмен      | Есме Еммануель Пем Тігуарден Валері Зігенфусс Вінні Шоу   |
| 19 червня         | Queen's Club Championships Лондон, Велика Британія Турнір поза серіями Трава Одиночний розряд – Парний розряд        | Розмарі Касалс Біллі Джин Кінг 5–7, 6–0, 6–2 | Бренда Кірк Пат Вокден          | Венді Овертон Патрісія Коулмен      | Есме Еммануель Пем Тігуарден Валері Зігенфусс Вінні Шоу   |
| 26 червня 3 липня | Вімблдонський турнір London, Great Britain Grand Slam Трава – 96S/48D/80X Одиночний розряд – Парний розряд – Мікст   | Біллі Джин Кінг 6–3, 6–3                     | Івонн Гулагонг-Коулі            | Кріс Еверт Розмарі Касалс           | Франсуаз Дюрр Патті Гоган Ненсі Річі Вірджинія Вейд       |
| 26 червня 3 липня | Вімблдонський турнір London, Great Britain Grand Slam Трава – 96S/48D/80X Одиночний розряд – Парний розряд – Мікст   | Біллі Джин Кінг Бетті Стеве 6–2, 4–6, 6–3    | Джуді Тегарт Франсуаз Дюрр      | Кріс Еверт Розмарі Касалс           | Франсуаз Дюрр Патті Гоган Ненсі Річі Вірджинія Вейд       |
| 26 червня 3 липня | Вімблдонський турнір London, Great Britain Grand Slam Трава – 96S/48D/80X Одиночний розряд – Парний розряд – Мікст   | Розмарі Касалс Іліє Настасе 6–4, 6–4         | Івонн Гулагонг-Коулі Кім Ворвік | Кріс Еверт Розмарі Касалс           | Франсуаз Дюрр Патті Гоган Ненсі Річі Вірджинія Вейд       |

### Липень
| Тиждень  | Турнір | Чемпіонки                                                                    | Фіналістки                                       | Півфіналістки                    | Чвертьфіналістки                                             |
| -------- | --- | ---------------------------------------------------------------------------- | ------------------------------------------------ | -------------------------------- | ------------------------------------------------------------ |
| 10 липня | Green Shield Welsh Championships Ньюпорт (Уельс), Wales Commercial Union Grand Prix Трава Одиночний розряд – Парний розряд          | Керрі Мелвілл 6–3, 6–2                                                       | Вірджинія Вейд                                   | Вінні Шоу Джойс Вільямс          | Бетті Стеве Патті Гоган Керол Гребнер Гелен Гурлей           |
| 10 липня | Green Shield Welsh Championships Ньюпорт (Уельс), Wales Commercial Union Grand Prix Трава Одиночний розряд – Парний розряд          | Джуді Тегарт Бетті Стеве 7–5, 6–4                                            | Керрі Гарріс Керрі Мелвілл                       | Вінні Шоу Джойс Вільямс          | Бетті Стеве Патті Гоган Керол Гребнер Гелен Гурлей           |
| 10 липня | Carroll's Irish Open Дублін, Ірландія Commercial Union Grand Prix Трава Одиночний розряд – Парний розряд                            | Івонн Гулагонг-Коулі 2–6, 6–1, 6–2                                           | Пат Вокден                                       | Карен Крантцке Леслі Гант        | Сью Мінфорд Жеральдін Барнівіль Бренда Кірк Cecilia Martinez |
| 10 липня | Carroll's Irish Open Дублін, Ірландія Commercial Union Grand Prix Трава Одиночний розряд – Парний розряд                            | Бренда Кірк Пат Вокден 6–3, 8–10, 6–2                                        | Івонн Гулагонг-Коулі Карен Крантцке              | Карен Крантцке Леслі Гант        | Сью Мінфорд Жеральдін Барнівіль Бренда Кірк Cecilia Martinez |
| 17 липня | Rothmans North of England Championships Hoylake, Велика Британія Commercial Union Grand Prix Трава Одиночний розряд – Парний розряд | Івонн Гулагонг-Коулі vs Бетті Стеве Титул Shared                             | Івонн Гулагонг-Коулі vs Бетті Стеве Титул Shared |                                  |                                                              |
| 17 липня | Rothmans North of England Championships Hoylake, Велика Британія Commercial Union Grand Prix Трава Одиночний розряд – Парний розряд | Івонн Гулагонг-Коулі / Гелен Гурлей vs Бренда Кірк / Пат Вокден Титул Shared |                                                  |                                  |                                                              |
| 31 липня | Virginia Slims of Columbus Колумбус (Джорджія), США Virginia Slims $25,500 Одиночний розряд – Парний розряд                         | Розмарі Касалс 6–7(2–5), 7–6(5–0), 6–0                                       | Франсуаз Дюрр                                    | Біллі Джин Кінг Валері Зігенфусс | Гелен Гурлей Леслі Гант Венді Овертон Ненсі Річі             |
| 31 липня | Virginia Slims of Columbus Колумбус (Джорджія), США Virginia Slims $25,500 Одиночний розряд – Парний розряд                         | Франсуаз Дюрр Гелен Гурлей 6–4, 6–3                                          | Керрі Гарріс Керрі Мелвілл                       | Біллі Джин Кінг Валері Зігенфусс | Гелен Гурлей Леслі Гант Венді Овертон Ненсі Річі             |
| 31 липня | Western Open Championships Цинциннаті, USA Commercial Union Grand Prix Одиночний розряд – Парний розряд                             | Маргарет Корт 3–6, 6–2, 7–5                                                  | Івонн Гулагонг-Коулі                             | Лінда Туеро Наталі Фук           | Ісабель Фернандес де Сото Сью Стап Дженіс Меткалф Пат Вокден |
| 31 липня | Western Open Championships Цинциннаті, USA Commercial Union Grand Prix Одиночний розряд – Парний розряд                             | Маргарет Корт Івонн Гулагонг-Коулі 6–4, 6–1                                  | Бренда Кірк Пат Вокден                           | Лінда Туеро Наталі Фук           | Ісабель Фернандес де Сото Сью Стап Дженіс Меткалф Пат Вокден |

### Серпень
| Тиждень             | Турнір | Чемпіонки                                        | Фіналістки                        | Півфіналістки                           | Чвертьфіналістки                                           |
| ------------------- | --- | ------------------------------------------------ | --------------------------------- | --------------------------------------- | ---------------------------------------------------------- |
| 7 серпня            | U.S. Clay Court Championships Індіанаполіс, Індіяna, USA Commercial Union Grand Prix Ґрунт – $60,000 – 32S/16D Одиночний розряд – Парний розряд | Кріс Еверт 7–6(5–2), 6–1                         | Івонн Гулагонг-Коулі              | Маргарет Корт Лінда Туеро               | Леслі Гант Пат Вокден Пем Тігуарден Джулі Гелдман          |
| 7 серпня            | U.S. Clay Court Championships Індіанаполіс, Індіяna, USA Commercial Union Grand Prix Ґрунт – $60,000 – 32S/16D Одиночний розряд – Парний розряд | Івонн Гулагонг-Коулі Леслі Гант 6–2, 6–1         | Маргарет Корт Пем Тігуарден       | Маргарет Корт Лінда Туеро               | Леслі Гант Пат Вокден Пем Тігуарден Джулі Гелдман          |
| 14 серпня           | Virginia Slims of Denver Денвер, США Virginia Slims $25,000 Одиночний розряд – Парний розряд                                                    | Ненсі Річі 1–6, 6–4, 6–4                         | Біллі Джин Кінг                   | Валері Зігенфусс (3rd) Леслі Гант (4th) | Джулі Гелдман Франсуаз Дюрр Крісті Піджон Jana Cooper      |
| 14 серпня           | Virginia Slims of Denver Денвер, США Virginia Slims $25,000 Одиночний розряд – Парний розряд                                                    | Франсуаз Дюрр Леслі Гант 6–0, 6–3                | Гелен Гурлей Карен Крантцке       | Валері Зігенфусс (3rd) Леслі Гант (4th) | Джулі Гелдман Франсуаз Дюрр Крісті Піджон Jana Cooper      |
| 14 серпня           | Rothmans Canadian Open Торонто, Канада Commercial Union Grand Prix Килим(i) - 8S/2D Одиночний розряд – Парний розряд                            | Івонн Гулагонг-Коулі 6–3, 6–1                    | Вірджинія Вейд                    | Лінда Туеро Маргарет Корт               | Пат Вокден Фйорелла Бонічеллі Наталі Фук Andrea Martin     |
| 14 серпня           | Rothmans Canadian Open Торонто, Канада Commercial Union Grand Prix Килим(i) - 8S/2D Одиночний розряд – Парний розряд                            | Маргарет Корт Івонн Гулагонг-Коулі 3–6, 6–3, 7–5 | Бренда Кірк Пат Вокден            | Лінда Туеро Маргарет Корт               | Пат Вокден Фйорелла Бонічеллі Наталі Фук Andrea Martin     |
| 21 серпня           | Virginia Slims of Newport Ньюпорт (Род-Айленд), США Virginia Slims $18,000 Одиночний розряд – Парний розряд                                     | Маргарет Корт 6–4, 6–1                           | Біллі Джин Кінг                   | Кріс Еверт (3rd) Джулі Гелдман (4th)    | Пем Тігуарден Керрі Мелвілл Розмарі Касалс Венді Овертон   |
| 21 серпня           | Virginia Slims of Newport Ньюпорт (Род-Айленд), США Virginia Slims $18,000 Одиночний розряд – Парний розряд                                     | Маргарет Корт Леслі Гант 6–2, 6–2                | Розмарі Касалс Біллі Джин Кінг    | Кріс Еверт (3rd) Джулі Гелдман (4th)    | Пем Тігуарден Керрі Мелвілл Розмарі Касалс Венді Овертон   |
| 21 серпня           | Eastern Grass Court Championships Саут-Орандж (Нью-Джерсі), USA Турнір поза серіями Трава Одиночний розряд – Парний розряд                      | Ольга Морозова 6–2, 6–7, 7–5                     | Марина Крошина                    |                                         |                                                            |
| 21 серпня           | Eastern Grass Court Championships Саут-Орандж (Нью-Джерсі), USA Турнір поза серіями Трава Одиночний розряд – Парний розряд                      | Марина Крошина Ольга Морозова 6–7, 6–2, 6–2      | Керо Колдвелл-Гребнер Патті Гоган |                                         |                                                            |
| 21 серпня           | Pennsylvanian Championships Merion, Pennsylvania, USA Турнір поза серіями Одиночний розряд – Парний розряд                                      | Вірджинія Вейд 6–4, 6–1                          | Керрі Флемінг                     |                                         |                                                            |
| 21 серпня           | Pennsylvanian Championships Merion, Pennsylvania, USA Турнір поза серіями Одиночний розряд – Парний розряд                                      | Вірджинія Вейд Шерон Волш 7–6, 6–2               | Бренда Кірк Пат Вокден            |                                         |                                                            |
| 28 серпня 4 вересня | Відкритий чемпіонат США з тенісу Нью-Йорк, США Grand Slam Трава – 64S/32D/51X Одиночний розряд – Парний розряд – Мікст                          | Біллі Джин Кінг 6–3, 7–5                         | Керрі Мелвілл                     | Маргарет Корт Кріс Еверт                | Вірджинія Вейд Розмарі Касалс Ольга Морозова Пем Тігуарден |
| 28 серпня 4 вересня | Відкритий чемпіонат США з тенісу Нью-Йорк, США Grand Slam Трава – 64S/32D/51X Одиночний розряд – Парний розряд – Мікст                          | Франсуаз Дюрр Бетті Стеве 6–3, 1–6, 6–3          | Маргарет Корт Вірджинія Вейд      | Маргарет Корт Кріс Еверт                | Вірджинія Вейд Розмарі Касалс Ольга Морозова Пем Тігуарден |
| 28 серпня 4 вересня | Відкритий чемпіонат США з тенісу Нью-Йорк, США Grand Slam Трава – 64S/32D/51X Одиночний розряд – Парний розряд – Мікст                          | Маргарет Корт Марті Ріссен 6–3, 7–5              | Розмарі Касалс Іліє Настасе       | Маргарет Корт Кріс Еверт                | Вірджинія Вейд Розмарі Касалс Ольга Морозова Пем Тігуарден |

### Вересень
| Тиждень    | Турнір | Чемпіонки                                                           | Фіналістки                | Півфіналістки                            | Чвертьфіналістки                                        |
| ---------- | --- | ------------------------------------------------------------------- | ------------------------- | ---------------------------------------- | ------------------------------------------------------- |
| 11 вересня | Four Roses Classic Шарлотт (Північна Кароліна), США Virginia Slims $40,000 Одиночний розряд – Парний розряд         | Біллі Джин Кінг 6–2, 6–2                                            | Маргарет Корт             | Розмарі Касалс Ненсі Річі                | Мона Шалло Керрі Мелвілл Франсуаз Дюрр Венді Овертон    |
| 11 вересня | Four Roses Classic Шарлотт (Північна Кароліна), США Virginia Slims $40,000 Одиночний розряд – Парний розряд         | Франсуаз Дюрр & Бетті Стеве vs Маргарет Корт & Леслі Гант (Divided) |                           | Розмарі Касалс Ненсі Річі                | Мона Шалло Керрі Мелвілл Франсуаз Дюрр Венді Овертон    |
| 18 вересня | Virginia Slims Golden Gate Classic Окленд (Каліфорнія), США Virginia Slims $20,000 Одиночний розряд – Парний розряд | Маргарет Корт 6–4, 6–1                                              | Біллі Джин Кінг           | Розмарі Касалс (3rd) Керрі Мелвілл (4th) | Джулі Гелдман Вероніка Бартон Леслі Гант Мона Шалло     |
| 18 вересня | Virginia Slims Golden Gate Classic Окленд (Каліфорнія), США Virginia Slims $20,000 Одиночний розряд – Парний розряд | Енн Джонс Біллі Джин Кінг 7–5, 2–6, 7–6(5–4)                        | Маргарет Корт Леслі Гант  | Розмарі Касалс (3rd) Керрі Мелвілл (4th) | Джулі Гелдман Вероніка Бартон Леслі Гант Мона Шалло     |
| 25 вересня | Virginia Slims of Phoenix Фінікс, США Virginia Slims $25,000 Одиночний розряд – Парний розряд                       | Біллі Джин Кінг 7–6(5–3), 6–3                                       | Маргарет Корт             | Розмарі Касалс (3rd) Венді Овертон (4th) | Вероніка Бартон Карен Крантцке Франсуаз Дюрр Ненсі Річі |
| 25 вересня | Virginia Slims of Phoenix Фінікс, США Virginia Slims $25,000 Одиночний розряд – Парний розряд                       | Розмарі Касалс Венді Овертон 6–4, 6–3                               | Франсуаз Дюрр Бетті Стеве | Розмарі Касалс (3rd) Венді Овертон (4th) | Вероніка Бартон Карен Крантцке Франсуаз Дюрр Ненсі Річі |

### Жовтень
| Тиждень   | Турнір | Чемпіонки                             | Фіналістки                      | Півфіналістки                             | Чвертьфіналістки                                         |
| --------- | --- | ------------------------------------- | ------------------------------- | ----------------------------------------- | -------------------------------------------------------- |
| 9 жовтня  | Virginia Slims Championships Бока-Ратон, США Фінал WTA $100,900 Virginia Slims Championships                     | Кріс Еверт 7–5, 6–4                   | Керрі Мелвілл                   | Франсуаз Дюрр (3rd) Біллі Джин Кінг (4th) | Венді Овертон Карен Крантцке Джінн Еверт Бетті Стеве     |
| 16 жовтня | Spanish International Open Championships Барселона, Іспанія Турнір поза серіями Одиночний розряд – Парний розряд | Гейл Шанфро 6–1, 6–4                  | Наталі Фук                      |                                           |                                                          |
| 16 жовтня | Spanish International Open Championships Барселона, Іспанія Турнір поза серіями Одиночний розряд – Парний розряд | Гейл Шанфро Наталі Фук 6–1, 6–4       | Мішель Ґюрдал Monique Van Haver |                                           |                                                          |
| 16 жовтня | Dewar Cup Billingham Billingham, Велика Британія Турнір поза серіями Одиночний розряд – Парний розряд            | Маргарет Корт 7–5, 6–1                | Джулі Гелдман                   | Бренда Кірк Вірджинія Вейд                | Джекі Фейтер Шерон Волш С'ю Меппін Корінн Молсворт       |
| 16 жовтня | Dewar Cup Billingham Billingham, Велика Британія Турнір поза серіями Одиночний розряд – Парний розряд            | Маргарет Корт Вірджинія Вейд 6–3, 6–2 | Патті Гоган Шерон Волш          | Бренда Кірк Вірджинія Вейд                | Джекі Фейтер Шерон Волш С'ю Меппін Корінн Молсворт       |
| 23 жовтня | Dewar Cup Edinburgh Единбург, Велика Британія Турнір поза серіями Одиночний розряд – Парний розряд               | Маргарет Корт 6–3, 3–6, 7–5           | Вірджинія Вейд                  | Бренда Кірк Бетті Стеве                   | Венді Джилкріст Корінн Молсворт Джулі Гелдман Шерон Волш |
| 23 жовтня | Dewar Cup Edinburgh Единбург, Велика Британія Турнір поза серіями Одиночний розряд – Парний розряд               | Маргарет Корт Вірджинія Вейд 6–2, 6–3 | Джулі Гелдман Бетті Стеве       | Бренда Кірк Бетті Стеве                   | Венді Джилкріст Корінн Молсворт Джулі Гелдман Шерон Волш |
| 30 жовтня | Dewar Cup Aberavon Аберавон, Велика Британія Турнір поза серіями Одиночний розряд – Парний розряд                | Маргарет Корт 6–3, 6–4                | Вірджинія Вейд                  | Бетті Стеве Джулі Гелдман                 | Корінн Молсворт Шерон Волш Бренда Кірк Венді Джилкріст   |
| 30 жовтня | Dewar Cup Aberavon Аберавон, Велика Британія Турнір поза серіями Одиночний розряд – Парний розряд                | Маргарет Корт Вірджинія Вейд 6–0, 6–3 | Джулі Гелдман Бетті Стеве       | Бетті Стеве Джулі Гелдман                 | Корінн Молсворт Шерон Волш Бренда Кірк Венді Джилкріст   |

### Листопад
| Тиждень      | Турнір | Чемпіонки                                                                         | Фіналістки                     | Півфіналістки                | Чвертьфіналістки                                       |
| ------------ | --- | --------------------------------------------------------------------------------- | ------------------------------ | ---------------------------- | ------------------------------------------------------ |
| 6 листопада  | Dewar Cup Torquay Торкі, Велика Британія Турнір поза серіями Одиночний розряд – Парний розряд                      | Маргарет Корт 2–6, 6–3, 6–1                                                       | Вірджинія Вейд                 | Джулі Гелдман Бренда Кірк    | Патті Гоган Корінн Молсворт Бетті Стеве Шерон Волш     |
| 6 листопада  | Dewar Cup Torquay Торкі, Велика Британія Турнір поза серіями Одиночний розряд – Парний розряд                      | Маргарет Корт Вірджинія Вейд 6–4, 6–4                                             | Бренда Кірк Шерон Волш         | Джулі Гелдман Бренда Кірк    | Патті Гоган Корінн Молсворт Бетті Стеве Шерон Волш     |
| 13 листопада | Dewar Cup Finale Ноттінгем, Велика Британія Турнір поза серіями Одиночний розряд – Парний розряд                   | Маргарет Корт 6–1, 6–1                                                            | Вірджинія Вейд                 | Бетті Стеве Джулі Гелдман    | Венді Джилкріст Корінн Молсворт Бренда Кірк Шерон Волш |
| 20 листопада | Australian Hardcourt Championships Мельбурн, Австралія Турнір поза серіями Тверде Одиночний розряд – Парний розряд | Івонн Гулагонг-Коулі 6–7, 6–2, 6–2                                                | Патрісія Коулмен               |                              |                                                        |
| 20 листопада | Australian Hardcourt Championships Мельбурн, Австралія Турнір поза серіями Тверде Одиночний розряд – Парний розряд | Івонн Гулагонг-Коулі Дженет Янг 2–6, 6–4, 6–3                                     | Патрісія Коулмен Саллі Ірвайн  |                              |                                                        |
| 27 листопада | Queensland Championships Брисбен, Австралія Турнір поза серіями Одиночний розряд – Парний розряд                   | Івонн Гулагонг-Коулі 6–0, 7–5                                                     | Глініс Коулс                   | Барбара Гоукрофт Леслі Чарлз | Gai Healey Мерілін Теш Венді Тернбулл Patricia Coleman |
| 27 листопада | Queensland Championships Брисбен, Австралія Турнір поза серіями Одиночний розряд – Парний розряд                   | Джанет Фалліс / Івонн Гулагонг-Коулі vs Барбара Гоукрофт / Мерілін Теш No Contest |                                | Барбара Гоукрофт Леслі Чарлз | Gai Healey Мерілін Теш Венді Тернбулл Patricia Coleman |
| 27 листопада | Argentine Open Буенос-Айрес, Аргентина Турнір поза серіями Ґрунт Одиночний розряд – Парний розряд                  | Вірджинія Вейд 6–4, 6–1                                                           | Фйорелла Бонічеллі             |                              |                                                        |
| 27 листопада | Argentine Open Буенос-Айрес, Аргентина Турнір поза серіями Ґрунт Одиночний розряд – Парний розряд                  | Гельга Мастгофф Пем Тігуарден 6–4, 6–1                                            | Ана Марія Аріас Вірджинія Вейд |                              |                                                        |

### Грудень
| Тиждень   | Турнір                                                                                                  | Чемпіонки                                     | Фіналістки                        | Півфіналістки               | Чвертьфіналістки                                          |
| --------- | --- | --------------------------------------------- | --------------------------------- | --------------------------- | --------------------------------------------------------- |
| 4 грудня  | Western Australian Championships Перт, Австралія Турнір поза серіями Одиночний розряд – Парний розряд   | Маргарет Корт 6–3, 6–2                        | Івонн Гулагонг-Коулі              | Леслі Гант Савамацу Кадзуко | Наталі Фук Крістін Метісон Глініс Коулс Monique van Haver |
| 11 грудня | South Australian Championships Аделаїда, Австралія Турнір поза серіями Одиночний розряд – Парний розряд | Івонн Гулагонг-Коулі 6–1, 6–2                 | Керрі Гарріс                      |                             |                                                           |
| 11 грудня | South Australian Championships Аделаїда, Австралія Турнір поза серіями Одиночний розряд – Парний розряд | Eugenia Birioukova Дженет Янг 6–3, 6–2        | Івонн Гулагонг-Коулі Гелен Гурлей |                             |                                                           |
| 18 грудня | New South Wales Open Сідней, Австралія Турнір поза серіями Одиночний розряд – Парний розряд             | Маргарет Корт 6–3, 6–2                        | Івонн Гулагонг-Коулі              |                             |                                                           |
| 18 грудня | New South Wales Open Сідней, Австралія Турнір поза серіями Одиночний розряд – Парний розряд             | Івонн Гулагонг-Коулі Melissa Edwards 6–1, 6–2 | Lesley Turner Вірджинія Вейд      |                             |                                                           |

## Статистика
Позначення
| Турніри Великого шолома |
| Фінал WTA               |
| Virginia Slims event    |

### Титули здобуті тенісистками
| Всього | Гравець                    | S | D | X | S | S | D | S | D | X |
| ------ | -------------------------- | - | - | - | - | - | - | - | - | - |
| 16     | Біллі Джин Кінг (USA)      | ● | ● |   |   | ● | ● | 9 | 7 | 0 |
| 13     | Розмарі Касалс (USA)       |   |   | ● |   | ● | ● | 3 | 9 | 1 |
| 5      | Вірджинія Вейд (GBR)       | ● |   |   |   | ● | ● | 2 | 3 | 0 |
| 5      | Ненсі Річі (USA)           |   |   |   |   | ● |   | 5 | 0 | 0 |
| 4      | Франсуаз Дюрр (FRA)        |   | ● |   |   |   | ● | 0 | 4 | 0 |
| 4      | Маргарет Корт (AUS)        |   |   | ● |   | ● | ● | 2 | 1 | 1 |
| 4      | Венді Овертон (USA)        |   |   |   |   |   | ● | 0 | 4 | 0 |
| 4      | Карен Крантцке (AUS)       |   |   |   |   |   | ● | 0 | 4 | 0 |
| 3      | Бетті Стеве (NED)          |   | ● |   |   |   |   | 0 | 3 | 0 |
| 2      | Гелен Гурлей (AUS)         |   | ● |   |   |   | ● | 0 | 2 | 0 |
| 2      | Керрі Гарріс (AUS)         |   | ● |   |   |   | ● | 0 | 2 | 0 |
| 2      | Кріс Еверт (USA)           |   |   |   | ● | ● |   | 2 | 0 | 0 |
| 2      | Джуді Тегарт (AUS)         |   |   |   |   |   | ● | 0 | 2 | 0 |
| 2      | Леслі Гант (AUS)           |   |   |   |   |   | ● | 0 | 2 | 0 |
| 2      | Валері Зігенфусс (USA)     |   |   |   |   |   | ● | 0 | 2 | 0 |
| 1      | Івонн Гулагонг-Коулі (AUS) |   |   | ● |   |   |   | 0 | 0 | 1 |
| 1      | Керрі Мелвілл (AUS)        |   |   |   |   | ● |   | 1 | 0 | 0 |
| 1      | Marie Pinterova (TCH)      |   |   |   |   | ● |   | 1 | 0 | 0 |
| 1      | Ann Haydon-Jones (GBR)     |   |   |   |   |   | ● | 0 | 1 | 0 |

### Титули за країнами
| Всього | Nation                | S | D | X | S | S  | D  | S  | D  | X |
| ------ | --------------------- | - | - | - | - | -- | -- | -- | -- | - |
| 35     | США (USA)             | 3 | 2 | 1 | 1 | 15 | 13 | 19 | 15 | 1 |
| 14     | Австралія (AUS)       | 0 | 1 | 2 | 0 | 3  | 8  | 3  | 9  | 2 |
| 6      | Велика Британія (GBR) | 1 | 0 | 0 | 0 | 1  | 4  | 2  | 4  | 0 |
| 4      | Франція (FRA)         | 0 | 1 | 0 | 0 | 0  | 3  | 0  | 4  | 0 |
| 3      | Нідерланди (NED)      | 0 | 3 | 0 | 0 | 0  | 0  | 0  | 3  | 0 |
| 1      | Чехословаччина (TCH)  | 0 | 0 | 0 | 0 | 1  | 0  | 1  | 0  | 0 |